# Yuta Watanabe (badminton)
Pour les articles homonymes, voir Yuta Watanabe et Watanabe.
Yuta Watanabe (渡辺 勇大, Watanabe Yuta) est un joueur de badminton japonais né le 13 juin 1997 à Iwamizawa.
En double mixte, il est avec Arisa Higashino médaillé de bronze mondial en 2019 à Bâle, puis médaillé de bronze olympique en 2021 à Tokyo.
Il est également médaillé d'or par équipes aux Championnats d'Asie par équipes de 2017 à Hô Chi Minh-Ville et en double messieurs aux Championnats d'Asie 2019 à Wuhan, ainsi que médaillé d'argent par équipes à la Thomas Cup 2018 à Bangkok, à la Sudirman Cup 2019 à Nanning et aux Championnats d'Asie par équipes de 2019 à Hong Kong, et médaillé de bronze par équipes à la Sudirman Cup 2017 à Gold Coast, aux Jeux asiatiques de 2018 à Jakarta et aux Championnats d'Asie par équipes de 2020 à Manille.